# Реактив Коберта
Реактив Коберта — один из растворов, используемых в качественном анализе химических веществ. Бесцветная прозрачная жидкость. Обладает свойствами едкой кислоты.

## Получение
Реактив Коберта легко получить в лабораторных условиях. Нужно взять 3 мл концентрированной серной кислоты и с осторожностью добавить в кислоту 3 капли формалина.

## Применение
Реактив Коберта реагирует со следовыми количествами салицилатов окрашиванием в розовый цвет.

## Безопасность
Реактив Коберта основан на концентрированной серной кислоте, поэтому требует общих правил обращения с сильными кислотами:
- работать необходимо в перчатках;
- водные растворы добавлять с максимальной осторожностью из-за разогрева и опасности закипания и разбрызгивания кислоты.